# Надежда Косинцева
Надежда Косинцева е руска шахматистка, гросмайстор (2011).

## Кариера
Надежда е бронзова медалистка от световното първенство за девойки до 20 години през 2001 г. в Атина, Гърция. След този си успех участва на европейското първенство за момчета до 18 години, където със сестра си са единствените състезателки от нежния пол.
На следващата година пак става бронзова медалистка от световното първенство за девойки до 20 години в Гоа, завършвайки на половин точка зад шампионката Джао Сюе от Китай и вицешампионката Хумпи Конеру от Индия.
През 2005 г. става европейска вицешампионка в Кишинев, Молдова.
През 2006 г. заема трето място на силния международен турнир за жени „Купа на Северен Урал“.
Бронзова медалистка e от европейското индивидуално първенство през 2007 г. в Дрезден, Германия.
Надежда има по-голяма сестра Татяна, която също е шахматистка.